# Армитидж, Кеннет
Уильям Кеннет Армитидж (англ. William Kenneth Armitage, 18 июля 1916, Лидс — 22 января 2002, Лондон) — английский скульптор, мастер бронзового литья. Абстрагированно изображал преимущественно человеческие фигуры. Один из создателей послевоенного скульптурного  направления геометрия страха.

## Жизнь и творчество

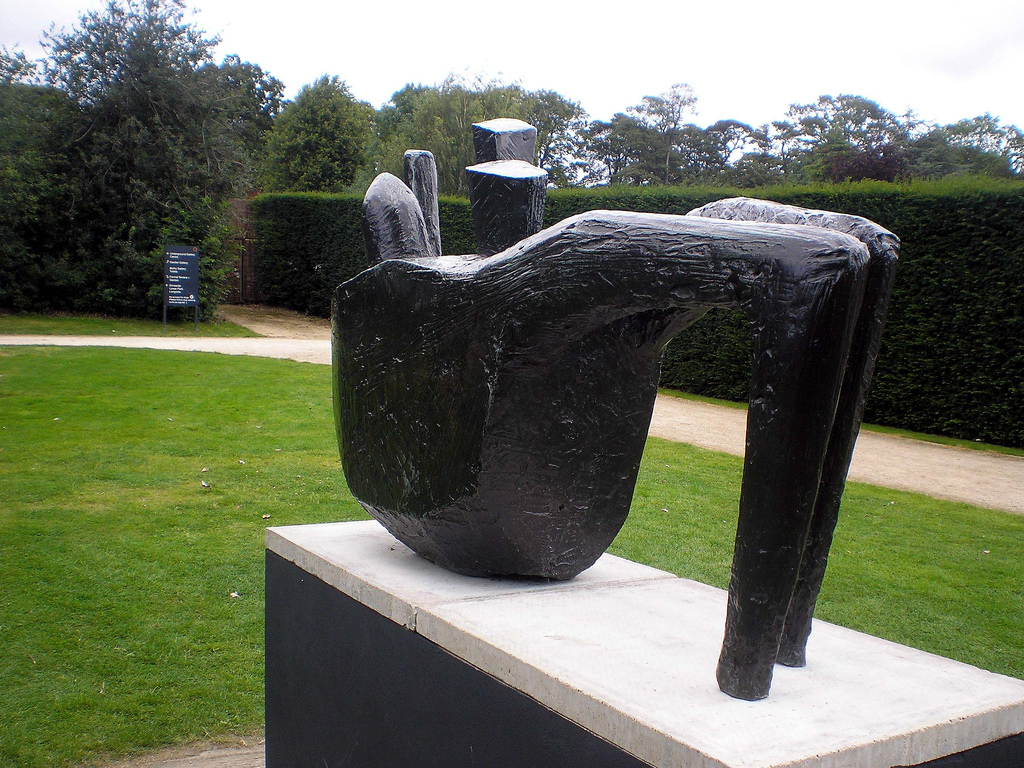
Скульптура в парке Йоркшира

Эрмитидж изучает живопись и скульптуру в Колледже искусств в Лидсе (1934—1937), затем в школе изящных искусств Слейда в Лондоне. В свой начальный период творчества молодой скульптор подражает произведениям древнеегипетского и древнегреческого (кикладского архаического) искусства, а также произведениям Генри Мура. В 1952 году он участвует в Венецианском биеннале, в 1955 году — в выставке современного искусства documenta I в Касселе.
В 1956 году Эрмитидж выигрывает конкурс на создание памятника жертвам войны в немецком Крефельде. В 1958 году он отмечается на 29-м биеннале в Венеции как лучший молодой британский скульптор (в категории до 45-ти лет). В 1958—1959 годах выставки работ Эрмитиджа проходят в музеях Парижа, Кёльна, Брюсселя, Цюриха, Роттердама. В 1959 и 1963 годах скульптор участвует в documenta II и documenta III соответственно.
В 1969 году королева вручает К. Эрмитиджу орден Британской империи. В 1994 году становится членом Королевской академии искусств. Работы его можно увидеть в крупнейших художественных музеях мира (Тейт, парижском Музее современного искусства, нью-йоркском Музее современного искусства и др.).